# Gonothyris hyaloplaga
Gonothyris hyaloplaga là một loài bướm đêm trong họ Crambidae.